# Banque centrale du Kenya
La Banque centrale du Kenya (en swahili : Banki Kuu ya Kenya ; en anglais : Central Bank of Kenya) est la banque centrale de la République du Kenya.

## Histoire
La CBK a rejoint l'Association des banques centrales africaines le 23 décembre 1968.
Face à la pandémie de COVID-19, la CBK a mis en place un programme de restructuration des prêts pour aider les emprunteurs en difficulté financière. Ce programme a été mis en place de mars 2020 à mars 2021.
En 2021, l'Assemblée nationale a adopté une loi autorisant la CBK à plafonner les taux d'intérêt et à révoquer les licences des prêteurs numériques qui enfreignent la loi sur la protection des données ou la loi sur la protection des consommateurs.
En octobre 2023, répondant aux questions d'une commission parlementaire des finances et de la planification nationale, le gouverneur de la CBK, le Dr Thugge, a déclaré que la baisse des réserves internationales était due à une surévaluation du shilling par rapport au dollar. Cette situation s'inscrivait dans un contexte de réduction progressive de la couverture des importations, de 5,5 mois à 3,7 mois. Thugge a cité des données du FMI et de la Banque mondiale qui estiment la surévaluation du shilling à environ 20-25 %. Selon le gouverneur, la tentative de maintenir artificiellement un taux de change fort s'est faite au prix de la perte de réserves internationales vitales.

## Liste de gouverneurs
| Rang | Nom             | Mandat                         |
| ---- | --------------- | ------------------------------ |
| 1er  | Leon Baranski   | (mai 1966 – mai 1967)          |
| 2e   | Duncan Ndegwa   | (mai 1967 – décembre 1982)     |
| 3e   | Philip Ndegwa   | (Décembre 1982 – janvier 1988) |
| 4e   | Eric Kotut      | (janvier 1988 – juillet 1993)  |
| 5e   | Micah Cheserem  | (juillet 1993 – avril 2001)    |
| 6e   | Nahashon Nyagah | (avril 2001 – mars 2003)       |
| 7e   | Andrew Mullei   | (mars 2003 – mars 2007)        |
| 8e   | Njuguna Ndung'u | (mars 2007 – mars 2015)        |
| 9e   | Patrick Njoroge | (Juin 2015 – Juin 2023)        |
| 10e  | Kamau Thugge    | (Depuis Juin 2023)             |